# Morgan Nagler
Morgan Nagler (* 24. März 1978 in Oregon) ist eine US-amerikanische Schauspielerin, Sängerin, Gitarristin und Songwriterin.

## Leben
Als Schauspielerin trat Nagler unter anderem in den Fernsehserien Punky Brewster (1984), Joe’s Life (1993) und Maggie (1998–1999) auf. Zu den Filmen, in denen sie spielte, gehören das Fernsehdrama Murchison/Harris – Anwälte in L.A. (1985), das Musikdrama Bird (1988) von Clint Eastwood, das Actiondrama Camp der Abenteuer (1996), die Komödien Frankie and Johnny Are Married (2003) und Paper Cut (2004) sowie das Drama Pleased to Meet Me (2013).
Seit 2005 ist Nagler die Frontsängerin, Gitarristin und Songwriterin ihrer Indie-Band The Whispertown 2000, heute Whispertown.

## Filmografie
- 1984: Punky Brewster (Fernsehserie, 2 Folgen)
- 1985: Murchison/Harris – Anwälte in L.A. (Sins of the Father, Fernsehfilm)
- 1986: Ein Engel auf Erden (Highway to Heaven, Fernsehserie, eine Folge)
- 1988: Bird
- 1989: Falcon Crest (Fernsehserie, 2 Folgen)
- 1991: Der Prinz von Bel-Air (The Fresh Prince of Bel-Air, Fernsehserie, eine Folge)
- 1992: Raumschiff Enterprise – Das nächste Jahrhundert (Star Trek: The Next Generation, Fernsehserie, Folge 6x07: Erwachsene Kinder)
- 1993: Joe’s Life (Fernsehserie, 11 Folgen)
- 1995: High Tide – Ein cooles Duo (High Tide, Fernsehserie, eine Folge)
- 1996: Camp der Abenteuer (Last Resort)
- 1997: Zwei in der Tinte (Ink, Fernsehserie, eine Folge)
- 1997: Social Studies (Fernsehserie, 2 Folgen)
- 1997: Hör mal, wer da hämmert (Home Improvement, Fernsehserie, eine Folge)
- 1998: The Drew Carey Show, (Fernsehserie, eine Folge)
- 1998: Emergency Room – Die Notaufnahme (ER, Fernsehserie, eine Folge)
- 1998: Clueless – Die Chaos-Clique (Clueless, Fernsehserie, eine Folge)
- 1998–1999: Maggie (Fernsehserie, 10 Folgen)
- 1999: Diagnose: Mord (Diagnosis Murder, Fernsehserie, eine Folge)
- 1999: Für alle Fälle Amy (Judging Amy, Fernsehserie, eine Folge)
- 2000: G vs E (Fernsehserie, eine Folge)
- 2001: DAG (Fernsehserie, eine Folge)
- 2001: Evolution
- 2001: American Pie 2
- 2001: Frasier (Fernsehserie, eine Folge)
- 2002: Will & Grace (Fernsehserie, eine Folge)
- 2002: The Random Years (Fernsehserie, eine Folge)
- 2003: Crossing Jordan – Pathologin mit Profil (Crossing Jordan, Fernsehserie, eine Folge)
- 2003: Frankie and Johnny Are Married
- 2004: Paper Cut
- 2004: Die wilden Siebziger (That ’70s Show, Fernsehserie, eine Folge)
- 2005: Domino
- 2005: All I Want (Kurzfilm)
- 2006: Jenny Lewis: Rise Up with Fists!! (Kurzfilm)
- 2007: Rilo Kiley: Silver Lining (Kurzfilm)
- 2009: Jenny Lewis: See Fernando (Kurzfilm)
- 2013: Pleased to Meet Me
- 2014: Progress (Kurzfilm, Stimme)
- 2015: Little Red and the Rhode Island Strangler